# Phausina flavofrenata
Phausina flavofrenata là một loài nhện trong họ Salticidae.
Loài này thuộc chi Phausina. Phausina flavofrenata được Eugène Simon miêu tả năm 1902.